# Pomatocalpa bhutanicum
Pomatocalpa bhutanicum är en orkidéart som beskrevs av Nambiyath Puthansurayil Balakrishnan. Pomatocalpa bhutanicum ingår i släktet Pomatocalpa och familjen orkidéer. Inga underarter finns listade i Catalogue of Life.